# Impensa Romanorum Pontificum

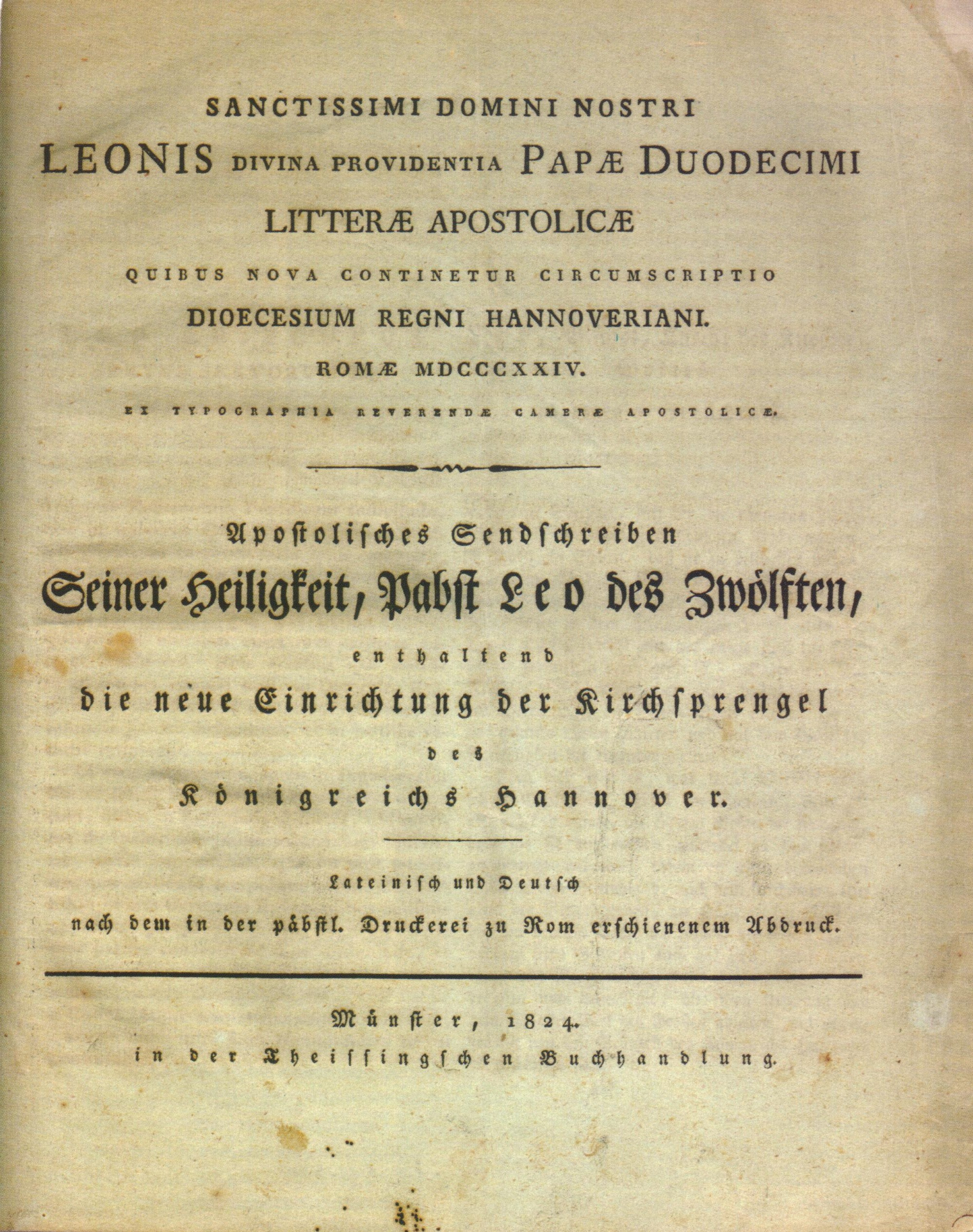
Deckblatt der lateinisch-deutschen Druckausgabe

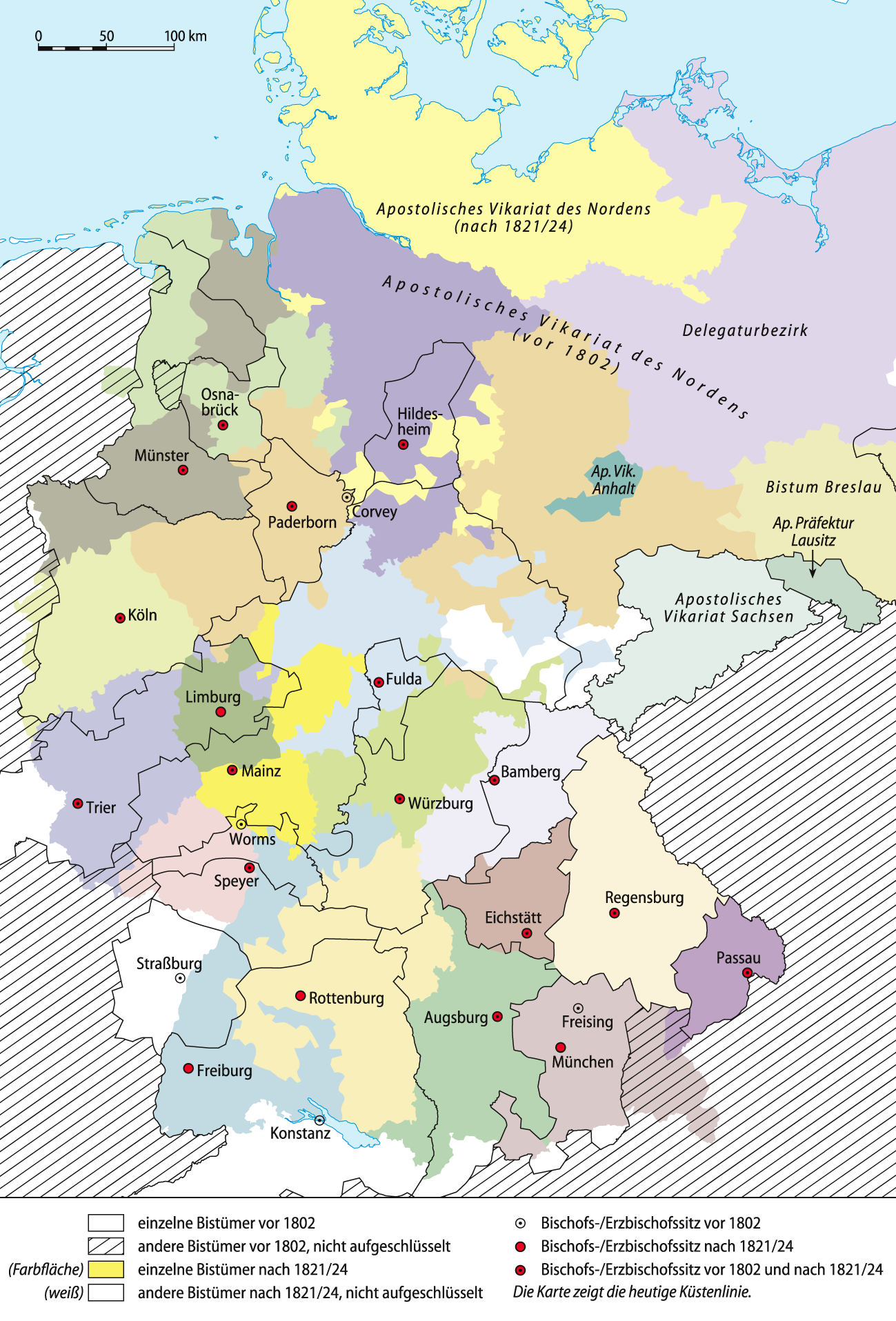
Die alte Diözesangliederung (schwarze Grenzlinien) und die Neuumschreibung nach dem Wiener Kongress (Farbflächen)

„Impensa Romanorum Pontificum (sollicitudo)“ – Die dringende Sorge der römischen Päpste – ist Anfang und Name einer Zirkumskriptionsbulle Papst Leos XII. vom 26. März 1824. Sie enthält im Rahmen der Neuumschreibung der katholischen Diözesen in Deutschland nach dem Wiener Kongress die Festlegung der Diözesangrenzen der katholischen Bistümer Hildesheim und Osnabrück in Anpassung an die auf dem Wiener Kongress 1815 gezogenen Grenzen des Königreichs Hannover, außerdem eine Reihe von Bestimmungen über Besetzung und Dotation der Bischofsstühle und der Domkapitel. Die Bulle war Rechtsgrundlage für die Beziehungen zwischen der katholischen Kirche und dem Königreich Hannover und dessen Rechtsnachfolgern bis zum Preußenkonkordat von 1929. Viele ihrer Bestimmungen gelten bis heute.

## Vorgeschichte
Als Folge der Napoleonischen Kriege war die alte Ordnung des Heiligen Römischen Reichs zusammengebrochen. Der Reichsdeputationshauptschluss verfügte, dass die Hochstifte und Reichsabteien ihre Souveränität verlieren und ihre Gebiete anderen Staaten zugeschlagen werden sollten. Diese Säkularisation schloss auch die Aufhebung der meisten Klöster und die Konfiszierung ihres Vermögens ein. Schulwesen, Krankenpflege und Armenfürsorge sollten in staatliche Hände übergehen.
Im ersten Jahrzehnt des 19. Jahrhunderts führten territorial noch wechselnde Obrigkeiten diese Beschlüsse durch und gliederten die gewonnenen Landesteile ihren Gebietskörperschaften, die gewonnenen Güter ihren Fiskalverwaltungen ein. Personen, die bisher von kirchlichen Pfründen gelebt hatten, erhielten als Entschädigung staatliche Pensionen. Für die wichtigsten kirchlichen Institutionen wurden Staatszahlungen festgesetzt. Der Umbruch war tiefgreifend und kompliziert und wurde durch die fortdauernde politische Instabilität zusätzlich erschwert. Erst der Wiener Kongress 1815 schuf mit der politischen Neuordnung Europas die Voraussetzung für einen kirchlichen Neuaufbau. Dabei waren die staatlichen Stellen darauf bedacht, größtmöglichen Einfluss auf die kirchlichen Verhältnisse zu behalten. Dem diente auch das Bestreben, die kirchlichen Grenzen mit den Staatsterritorien deckungsgleich zu machen und so äußere Einflüsse zu minimieren. Für die deutschen Katholiken andererseits wurde der institutionelle Rückhalt beim Papsttum wichtiger als vorher.

## Verhandlung
Zwischen Bayern und dem Heiligen Stuhl war bereits 1817 ein umfassendes Konkordat zustande gekommen. Für Preußen konnte 1821 lediglich die Zirkumskriptionsbulle De salute animarum in Kraft gesetzt werden, die viele strittige Fragen ausließ.
Das neue Königreich Hannover hatte mit dem Untereichsfeld (ehemals kurmainzisch), dem Emsland (Niederstift Münster) und der Region Hildesheim (Hochstift Hildesheim) umfangreiche Territorien mit überwiegend katholischer Bevölkerung erhalten. Von seinen etwa 1,5 Millionen Einwohnern waren rund 13 % katholisch.
Als erster protestantischer Staat des Deutschen Bundes begann Hannover im Frühjahr 1817 Konkordatsverhandlungen bei der Kurie. Verhandlungsführer war Friedrich von Ompteda († 1819), nach ihm Franz von Reden. Außerdem gehörten Justus Leist und August Kestner zur hannoverschen Gesandtschaft. Auf römischer Seite standen ihnen Kardinalstaatssekretär Ercole Consalvi und Raffaele Mazio gegenüber.
Bald zeigte sich, dass wegen tiefgreifender Differenzen im Grundsätzlichen ein Konkordat nicht zu erreichen war, und die Verhandlungen richteten sich auf die pragmatische Lösung einer Zirkumskriptionsbulle nach preußischem Vorbild. Kurz vor dem Tod Papst Pius’ VII. war ein befriedigender Konsens erreicht, so dass sein Nachfolger Leo XII. die Bulle Impensa Romanorum Pontificum am 26. März 1824 unterzeichnen konnte. Am 2. Juni 1824 wurde sie in Hannover als Gesetz veröffentlicht.

## Bestimmungen
Die Bulle legte fest, dass es im Bereich des Königreichs Hannover – etwa dem heutigen Bundesland Niedersachsen ohne das Großherzogtum Oldenburg und das Herzogtum Braunschweig – die katholischen Bischofssitze Hildesheim und Osnabrück geben sollte und dass die Grenze zwischen beiden Diözesen an der Weser verlaufen sollte.
Weiter regelte sie die Dotation der Bischöfe, die Zahl und Besoldung der Domkapitulare und die künftige Einrichtung und Unterhaltung von Priesterseminaren. Diese Zahlungen aus der Staatskasse wurden (und werden) als Ersatz für die Säkularisationsverluste geleistet. Die vorgesehene Ausstattung der Bistümer mit Grundbesitz anstelle von Geldzahlungen wurde regierungsseitig allerdings nie durchgeführt.
Schließlich enthielt die Bulle detaillierte Bestimmungen über die Wahl der Bischöfe und der Domkapitulare, die der Regierung ein Informations- und Vetorecht einräumten.
Die volle Wiederherstellung des Bistums Osnabrück entsprechend diesen Vorgaben wurde zurückgestellt bis zu einem Zeitpunkt, zu dem der Staat die erforderlichen Mittel zur Verfügung hätte. Bis dahin sollte ein dem Hildesheimer Ordinarius unterstellter Weihbischof für Osnabrück zuständig sein. Erst 1858 wurde die Bulle Impensa Romanorum Pontificum auch für Osnabrück im vollen Umfang wirksam.

## Wirkung
Die Zirkumskriptionsbulle von 1824 war die Grundlage für die Neukonstituierung und Selbstverständigung des norddeutschen Katholizismus in einem nichtkatholischen Staat. Die staatlichen Ersatzleistungen machten den Totalverlust der alten Stiftungen erträglich. Die großen Diasporagebiete, die den beiden Bistümern zugewiesen wurden, erforderten den Aufbau eines großflächigen Pfarrei- und Dekanatssystems und neue Wege der Seelsorge. Die offen gelassenen Fragen v. a. im Schulwesen und im Eherecht führten im ganzen 19. Jahrhundert zu teilweise heftigen Konflikten mit dem Staat. Die volle Gleichberechtigung der katholischen Bevölkerung einschließlich des Zugangs zu allen Staatsämtern ließ noch Jahrzehnte auf sich warten. Insgesamt aber kam es ab den 1850er Jahren zu einem erstaunlichen Erstarken des katholischen Lebens.